# Alternativa Democràtica (Finlàndia)
Alternativa Democràtica (finès Demokraattinen Vaihtoehto, DeVa) fou un partit polític finlandès fundat el 1986 per Leo Suonpää, Kristiina Halkola i Marja-Liisa Löyttyjärvi, membres expulsats del Partit Comunista de Finlàndia (SKP) i de la Lliga Democràtica Popular Finlandesa (SKDL).
Així, pretenia ser una alternativa a la SKDL com a espai ampli d'esquerres, composat principalment pel Partit Comunista de Finlàndia (Unitat), la dissidència expulsada del SKP, i d'altres organitzacions minoritàries com el Centre d'Acció Democràtica de les Dones o la Lliga Juvenil Revolucionària, les joventuts de DeVa. El Partit Socialista dels Treballadors va tenir candidats a les llistes de DeVa en les eleccions de 1987, però mai va ser membre formal.
En aquest sentit, a les eleccions de 1987 va obtenir 122.181 vots (el 4,24%) i 4 diputats,  Marjatta Stenius-Kaukonen, Ensio Laine, Marja-Liisa Löyttyjärvi i Esko-Juhani Tennilä. Suposava un resultat inferior a la presència que va tenir durant aproximadament un any a l'Eduskunta després de la divisió que es va originar al grup parlamentari del SKDL, amb deu diputats.
A les eleccions presidencials de 1988 van obtenir l'1.44% de vot popular, i com cap candidat va arribar al 50%, es va realitzar mitjançant el mètode indirecte on DeVa no va aconseguir representació.
Al 1990 el front va participar de la creació de la nova Aliança d'Esquerra, que tornava a agrupar les forces provinents tant del SKP i SKDL com de les faccions dissidents del SKP(y) i DeVa. Al juny, el partit va celebrar una assemblea extraordinària, que va decidir definitivament dissoldre's i transferir les seves activitats a l'Aliança.

## Resultats electorals

### Eleccions legislatives
| Any  | Líder                  | Vots                   | %                      | Escons   | +/- |
| ---- | ---------------------- | ---------------------- | ---------------------- | -------- | --- |
| 1986 | Escissió dins del SKDL | Escissió dins del SKDL | Escissió dins del SKDL | 10 / 200 |     |
| 1987 | Kristiina Halkola      | 122,181                | 4.24                   | 4 / 200  | Nou |

### Eleccions presidencials
Les eleccions de 1988 van ser precisament les primeres celebrades sota un nou sistema. Anteriorment, els votants escollien un col·legi electoral que al seu torn elegia el president, és a dir, en un sistema indirecte. Per a aquestes eleccions, els votants va elegir directament el president entre el 31 de gener i l'1 de febrer, però també va elegir un col·legi electoral que elegiria el president si cap candidat guanyava més del 50% del vot popular, com va succeïr.
En el cas de DeVa, no van obtenir cap representació en aquest Col·legi Electoral, invalidant de facto la candidatura de Jouko Kajanoja.
| Any  | Candidat       | Vot Popular | %    | Vot Electoral | %    | Electors | Resultat |
| ---- | -------------- | ----------- | ---- | ------------- | ---- | -------- | -------- |
| 1988 | Jouko Kajanoja | 44,428      | 1.44 | 56,528        | 1.89 | 0 / 301  | Derrota  |

### Eleccions municipals
| Any  | Vots   | %     | Escons | +/- |
| ---- | ------ | ----- | ------ | --- |
| 1988 | 62.154 | 2,36% | 127    | Nou |